# FBŠ Jihlava
FBŠ Jihlava (Florbalová škola Jihlava) byl florbalový klub z Jihlavy. Klub byl založen v roce 2005, kdy navázal na činnost oddílu SK Jihlava, a zanikl v roce 2023.
Tým mužů hrál od sezóny 2005/2006, kdy navázal na SK Jihlava, až do sezóny 2007/2008 druhou nejvyšší soutěž. Následně hrál regionální soutěže, naposledy Divizi. Před začátkem sezóny 2019/2020 tým ze soutěží odstoupil.
Tým žen hrál v sezónách 2011/2012 až 2013/2014 Extraligu žen. Po sestupu hrál až do sezóny 2017/2018 1. ligu. Tým v sezóně 2010/2011 navázal na předchozí účast týmu SK Jihlava ve dvou nejvyšších soutěžích.

## Tým mužů
| Sezóna                                                                                        | Úroveň | Soutěž       | Umístění | Poznámka                                                                |
| --------------------------------------------------------------------------------------------- | ------ | ------------ | -------- | ----------------------------------------------------------------------- |
| 2005/2006                                                                                     | 2      | 2. liga      | 4.       | Vypadnutí v semifinále play-off proti TJ Sokol Královské Vinohrady      |
| 2006/2007                                                                                     | 2      | 1. liga      | 8.       | Vypadnutí ve čtvrtfinále play-off proti SK FBC Třinec                   |
| 2007/2008                                                                                     | 2      | 1. liga      | 10.      | Prohra v 2. kole play-down proti 1. MVIL Hrabová – Sestup do nižší ligy |
| 2008/2009                                                                                     | 3      | 2. liga      |          | [ 7 ]                                                                   |
| 2009/2010                                                                                     | 3      | 2. liga      |          | [ 8 ]                                                                   |
| 2010/2011                                                                                     | 3      | 2. liga      |          | [ 9 ]                                                                   |
| 2011/2012                                                                                     | 3      | 2. liga      |          | Sestup do nižší ligy                                                    |
| 2012/2013                                                                                     | 4      | 3. liga      |          | Postup do vyšší ligy                                                    |
| 2013/2014                                                                                     | 3      | 2. liga      |          | Postup ze šestého místa Divize III do nově vzniklé Národní ligy         |
| 2014/2015                                                                                     | 3      | Národní liga |          | Odstoupení ze soutěže                                                   |
| V sezónách 2015/2016 až 2017/2018 hrál tým regionální soutěže Do sezóny 2018/2019 nenastoupil |        |              |          |                                                                         |

## Tým žen
| Sezóna    | Úroveň | Soutěž    | Umístění | Poznámka                                                                                             |
| --------- | ------ | --------- | -------- | --- |
| 2010/2011 | 2      | 1. liga   | 1.       | Vítězství ve finále play-off proti FbC Asper Šumperk – Postup do vyšší ligy                          |
| 2011/2012 | 1      | Extraliga | 10.      | Výhra v 1. kole play-down proti FBS Olomouc                                                          |
| 2012/2013 | 1      | Extraliga | 9.       | Výhra v 1. kole play-down proti FBC UNITED Č. Budějovice                                             |
| 2013/2014 | 1      | Extraliga | 12.      | Druhé místo v baráži – Sestup do nižší ligy                                                          |
| 2014/2015 | 2      | 1. liga   | 5.       | Vypadnutí v semifinále play-off proti Slavia VŠ Plzeň                                                |
| 2015/2016 | 2      | 1. liga   |          | Vypadnutí v osmifinále play-off proti FBC Dobruška                                                   |
| 2016/2017 | 2      | 1. liga   |          | Vypadnutí v osmifinále play-off proti SK Jihlava                                                     |
| 2017/2018 | 2      | 1. liga   |          | Vypadnutí v osmifinále play-off proti itelligence Bulldogs Brno – Tým se do další sezóny nepřihlásil |